# Carro de luxo

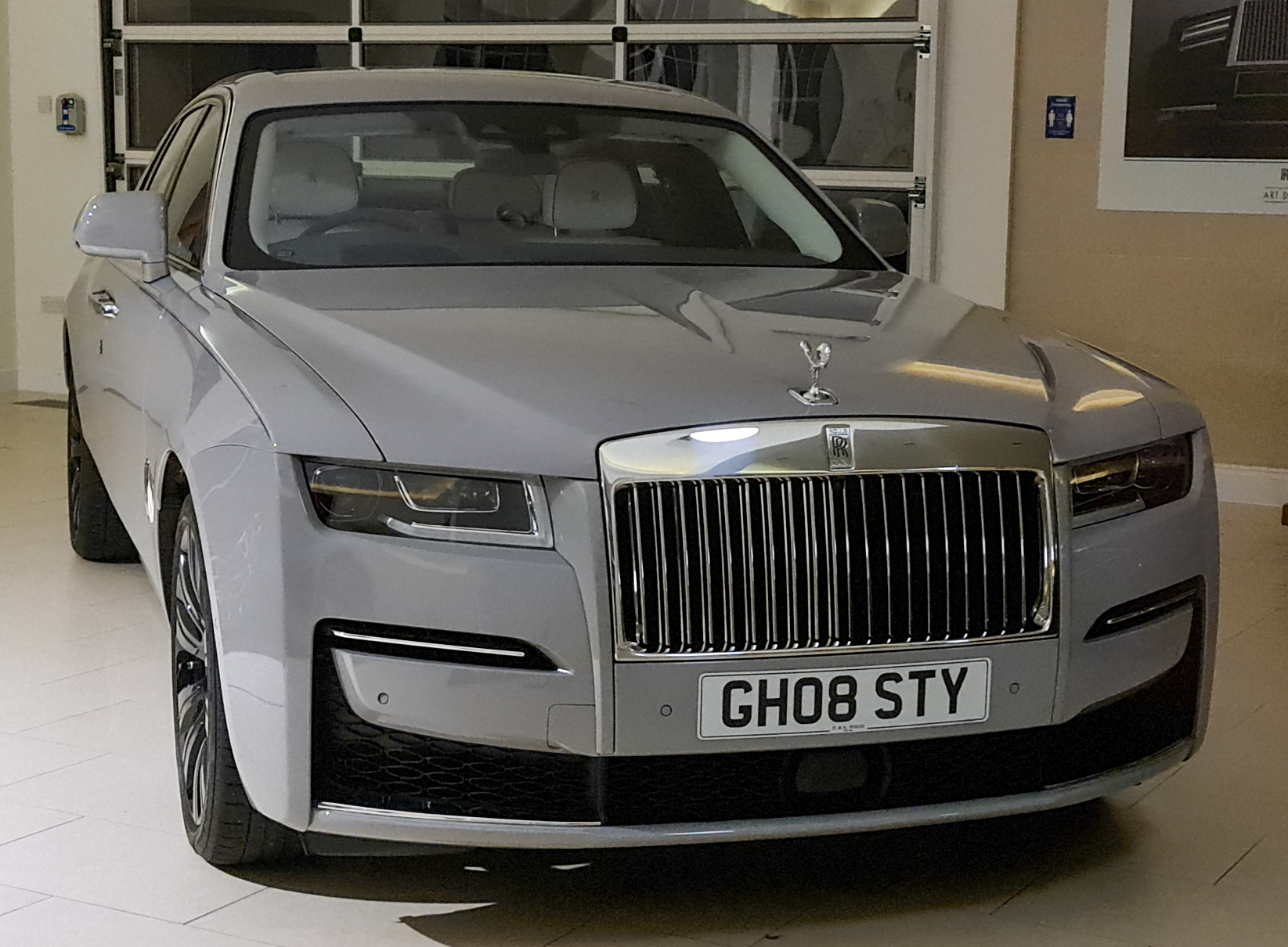
Rolls-Royce Ghost

Carro de luxo é um termo informal presente na indústria automobilística para desginar automóveis de renome mundial e alto valor de mercado. O termo sugere veículos com modelo e valor elevado em comparação aos demais modelos de um mesmo fabricante(modelo populares). Também é conhecido como "Segmento F", pois o termo "E" destina-se a automóveis executivos. 
Atualmente, o termo "carro de luxo" aplica-se a qualquer veículo (sedan, coupé, conversível) muito valorizado no mercado, no qual foram desenvolvidas as últimas novidades na indústria. As principais fabricantes deste estilo são: BMW, Rolls-Royce, Bentley, Maybach, Cadillac, Audi, Mercedes-Benz, Aston Martin, Jaguar, Maserati, Land Rover entre outras. Dentre as fabricantes de carros esportivos que se enquadram também no estilo "de luxo esportivo", estão Ferrari e Lamborghini. 